# Victoria Anna Perea Sánchez
Victoria Anna Perea Sánchez (Barcelona, 12 de juliol de 1984), va ser la primera persona que va nàixer per fecundació in vitro a Catalunya i a l'estat espanyol. Va ser la quarta “bebé proveta” d'Europa i la sisena de tot el món.

## Biografia
Perea va nàixer el 12 de juliol de 1984 per cesària a les 37 setmanes de gestació a l'Institut Dexeus de Barcelona. Va pesar 2,470 quilos en nàixer. És filla de María Dolores Sánchez i de Ricardo Perea. El seu segon nom, Anna, es va triar en honor a la seua mare científica, Anna Veiga.
L'equip mèdic que va fer possible el naixement de Perea estava dirigit per la biòloga Anna Veiga, que va arribar a ser presidenta de la Societat Europea de Reproducció Humana i Embriologia (ESHRE) i el ginecòleg Pere Nolasc Barri, cap de Reproducció Humana de l'Institut Dexeus, que van ser pioners en la tècnica de reproducció assistida. En la gestació i naixement de la primera bebé proveta a Espanya va estar involucrat un equip de més de 15 especialistes en reproducció de l'Institut Dexeus.

## Reconeixements
En 2017, Victoria Anna Perea, com a primera bebé nascuda per fecundació in vitro a l'estat espanyol, i Louise Brown, la primera del món, van rebre el XIII premi "Fundació Dexeus Salut de la Dona" a Barcelona.